# 石橋忠人
石橋 忠人（いしばし ただひと、1970年6月10日 - ） は、日本のプロダクトデザイナー。
千葉県出身。
千葉大学工学部工業意匠学科卒業。
ケンウッド・クインリンアンドジーを経て2005年に独立。

## 人物
ケンウッドにてインハウスデザイナーとして8年の在籍し、ビジネスコンサルティング会社に転職。
大手電機、医療機器メーカーのデザインコンサルティング経験を経て2005年に独立。
グッドデザイン中小企業庁長官賞等受賞多数。
経済産業省デザイナー海外派遣事業選抜デザイナーとしても活躍（2010/2011年)。
バンダイのluminopodや、deviceSTYLEのPD-1などの作品を生み出している。

## 主な作品
- deviceSTYLE カフェポッド専用エスプレッソマシン
- BANDAI luminopot
- ELECOM イヤホルン
- KENWOOD LCA-7MD